# Бисјер (Пиј де Дом)
Бисјер (фр. Bussières) насеље је и општина у централној Француској у региону Оверња, у департману Пиј де Дом која припада префектури Риом.
По подацима из 2011. године у општини је живело 104 становника, а густина насељености је износила 7,51 становника/km². Општина се простире на површини од 13,84 km². Налази се на средњој надморској висини од 560 метара (максималној 754 m, а минималној 469 m).

## Демографија
| 1962. | 1968. | 1975. | 1982. | 1990. | 1999. | 2011. |
| ----- | ----- | ----- | ----- | ----- | ----- | ----- |
| 200   | 215   | 206   | 165   | 132   | 119   | 104   |

График промене броја становника у току последњих година